# 一攫千金ヤマワケQ! "責任者はお前だ!"
『一攫千金ヤマワケQ 〜責任者はお前だ!〜』（いっかくせんきんヤマワケクイズ せきにんしゃはおまえだ）は、テレビ朝日系列で2007年と2008年に不定期放送されていた朝日放送製作のクイズバラエティ番組。ハイビジョン制作、字幕放送実施。

## 出演者

### 司会
- 田村淳（ロンドンブーツ1号2号）【第1 - 5回】
- 田村亮（ロンドンブーツ1号2号）【第1回】 - 第2回以降は本人の希望により、解答者側に移った。
- 内田恭子【第4回、5回】 - フジテレビ以外の局の番組では初めて司会を担当。また、出題ナレーションも兼務していた。

### ナレーター
- 立木文彦【第1回、第3 - 5回】
- 木村匡也【第2回】（同時ネットにおいて裏番組に立木がレギュラーでナレーターを務める世界の果てまでイッテQ!があったため）
- 中村啓子【第1 - 3回】 - 出題ナレーションを担当。
- 内田恭子【第4 - 5回】 - 出題ナレーションを担当。

## ルール

### 基本ルール
クイズに挑戦するのは7人1組のチーム。第2回以前と第3回以降で大きく異なっている。
第1回・第2回には、後方に控える20名以上いるゲストの中から挑戦する7人をスロットマシン（ヤマワケ7スロットル）で無作為に選んでいた。第3回では、予め組まれた6組の中から抽選（ヤマワケルーレット）で、挑戦する1組を決定（飛んできたトランプによってチーム名が次々と破壊されていき、最後まで残ったチームに決定する）。最後の1巡は、1チーム14人の中から組に関係なく挑戦する7人を、ヤマワケ7スロットルで選抜。第4回では、1チームずつ挑戦。そのチームの10 - 14人（チームごとに人数が違う）の中から、挑戦する7人をヤマワケ7スロットルで選抜。第5回では、あらかじめ組まれた4組の中から抽選で、挑戦する1組を決定。後半からは、ゲストが一部入れ替えられた。

#### 第1ステージ・ヤマワケチャンスクイズ
解答者7人は、矢継ぎ早に出題される問題に筆答。問題は全6問。1問ごとに、正解者の人数×問題によって定められた金額が賞金に積み立てられた。
第1回・第2回には、「大人なら知ってて当然のスーパー基礎知識」9ジャンルからルーレットで決めていた。賞金レートは一律3万円で固定。ジャンル決定の際に表示されるCGは、当時流行していた『脳を鍛える大人のDSトレーニング』のパッケージを模したもの。
第3回以降はタイトルの一部に「学力テスト」という言葉が入り、小学校・中学校・高等学校で習う内容から8 - 9ジャンルが用意されていて、挑戦する組が任意ジャンルを選択。選んだジャンルによって賞金レートが変わり（1万円 - 10万円）、難しいジャンルほど賞金レートが高かった。1度選ばれたジャンルは、選ぶ事が出来ない。
最後に、前ステージからのキャリーオーバー分が積み立てられる。第2回以降は「前回からのキャリーオーバー分」として、第1組に必ず100万円が加算された。

#### 第2ステージ・ヤマワケファイナル
解答者7人の中から、運命のプレッシャーボール（巨大なコリントゲーム）で最終問題に挑む責任者1人を決定する。放送初期は単なるコリントゲームだったが、途中から高速回転する羽が登場してボールを弾き飛ばしたり、ボールの軌道を変える回転体が追加された。ボールをシュートするのは第1回は司会の亮が担当していたが、第2回以降は回答者7人で相談し、代表者がシュートする。
プレッシャー演出として、第1回・第2回では現金が、第3回以降では司会の淳によってその場で印字される小切手が責任者の目の前に置かれた。
責任者が出題される問題を全問クリアできれば、解答者7人（第3回・第4回では、同じチームに所属するクイズに挑戦していない人も含む）で賞金を山分け。できなかった場合、賞金はキャリーオーバー、次の組（ステージ）へ持ち越されたが、最終組（ステージ）である場合には残った賞金はプールされ、その中から適宜賞金に加算された。

## スタッフ
- 構成：中野俊成、鮫肌文殊/内海邦一、松本真一、水野圭祐、竹村武司、湊星子、佐藤充（佐藤→第3回-） /高須光聖
- TD：片平哲也
- TP：辻本豊
- カメラ：古俣智則
- 音声：小幡一網（第1,2,4,5回）
- PA：秋野岳夫
- VE：鈴木貴裕
- LD：大竹康裕
- LED：前島亮二
- VTR：杉崎敏一
- バーチャルオペレーション：佐々木史子、北村陸治、渡辺幸範
- 美術プロデューサー：松沢由之（第2回-）
- デザイン：野口陽介
- 美術進行：横山勇
- 大道具：成井一浩
- アクリル装飾：相田雄一（第3回-）
- 電飾：林将大
- メカニック(第3回-)：樋口真樹（第3回-）
- 編集：馬場革（第1-3,5回）、藤井竜也（第2,5回）
- 問題CG：小城功夫
- MA：川原崎智史
- 音効：磯川浩己
- CG・ビジュアルアート：小杉文彦、鴻巣将樹（鴻巣→第1,3回-）
- メイク：佐野優美子、一条純子、三上津香沙（三上→第5回）
- スタイリスト：渡辺浩司、藤沢まさみ（藤沢→第5回）
- 協力：ウインズウイン、八峯テレビ、フジアール、glow、FLT、ヒビノ、MEDIACO(メディアコ)、IMAGICA、サウンドエフェクト、TMCレモンスタジオ、まるビデオ、ABCリブラ（glow→第2回-、レモン→第3,5回、リブラ→第4回-、まる→第5回）
- 編成：石橋義史（ABC、第4回-）
- 番宣：高内三恵子（ABC、第4回-）
- デスク：中村美恵（ABC、第1,3,5回）
- AP：長谷川三芳、永田浩子（永田→第3回-、第1回はAD、第2回は制作スタッフ）
- キャスティングブレーン：根岸美弥子
- AD：岡山薫（第3回-）
- TK（第3回-）：山岸弘子（第3回-）
- 制作スタッフ（第2回-）：近藤祐治郎、宮澤美鈴、山本紘史、平川辰耶、小倉崇将（近藤→第1回はディレクター、宮澤・山本→第4回-、平川・小倉→第5回）
- FD：堀脇慎志郎、羽根田梅子、藤井雅彦（藤井→第3回-、第2回は制作スタッフ）、長岡均（長岡→第4回-、第2,3回は制作スタッフ）
- ディレクター：山口美和（b-DASH）、本岡豊基、伊東伸一郎（伊東→第3回-、第1,2回はFD）、米嶋悟志（米嶋→第5回、第1-4回はFD）
- チーフディレクター：広瀬陽一（b-DASH）
- アートディレクター：佐藤大輔
- プロデューサー・総合演出：林敏博（b-DASH）
- プロデューサー：吉川知仁・吉本貴雄（共にABC・第5回）、高畑正和（よしもとクリエイティブ・エージェンシー）
- チーフプロデューサー：辻史彦（ABC、第4回まではプロデューサー）
- 制作協力：b-DASH
- 制作：朝日放送（ABC）、吉本興業

### 途中まで参加していたスタッフ
- 構成：前明大（第2回）
- 音声：光家郁夫（第3回）
- 美術プロデューサー：堀部信行（第1回）
- アクリル装飾：大竹由里子（第1,2回）
- 特殊装置：山根伸夫（第1,2回）
- 編集：土田重之（第1,3回）、西山一成、吉村崇、密岡譲（共に第4回）
- CG・ビジュアルアート：古畑資展、北島武樹（共に第1,2回）
- スタジオ：テイクスタジオ（第1,2回）
- 協力：umpd、テイクシステムズ（共に第1回）、テクノマックス（第2回）、ドリームスペース（第2,3回）、国際放映（第4回）
- 編成：飯田新（ABC、第1,2回）、小林正太郎（ABC、第3回）
- 番宣：渡邉亜希子（ABC、第1,2回）、秋枝千絵（ABC、第3回）
- デスク：松原幹（ABC、第2,4回）
- AD：白石宗之（第2回）
- FD：藤澤貴之（第1-4回）、見付統洋（第1回）、長山忠興（第2-4回）
- 制作スタッフ(第2回-)：小澤博之、日江井かおり、武田かい、大久保藍子、森琢磨、坊上大輔、森谷祥子、杉本論久（小澤→第1回はディレクター、日江井・大久保→第2,3回、森→第2-4回、武田・坊上→第2回、小澤→第3,4回、森谷・杉本→第4回）
- ディレクター：進通法孝 / 岡田秀行（共に第1回）
- プロデューサー：伊藤拓哉（ABC、第4回まで）
- チーフプロデューサー：今村俊昭（ABC、第4回まで）

## 放送日

### 同時ネット局
- テレビ朝日系列
  - 第1回：2007年9月21日（金曜日） 20:00 - 21:54
  - 第2回：2007年11月11日（日曜日） 18:56 - 20:54 （『サンデーデラックス』枠）
  - 第3回：2008年3月25日（火曜日） 19:00 - 21:48
  - 第4回：2008年7月1日（火曜日） 19:00 - 21:48
  - 第5回：2008年10月7日（火曜日） 19:00 - 21:48

### 遅れネット局
- 山陰中央テレビ（TSK、フジテレビ系列）
  - 第1回：2007年10月21日（日曜日） 12:00 - 13:54
  - 第2回：2007年12月15日（土曜日） 14:55 - 16:55
  - 第3回：2008年5月17日（土曜日） 13:00 - 15:50
  - 第4回：2008年9月13日（土曜日） 14:00 - 16:54
  - 第5回：2008年11月8日（土曜日） 12:00 - 14:50
- チューリップテレビ（TUT、TBS系列）
  - 第2回：2008年1月2日（水曜日） 8:20 - 10:20
  - 第3回：2008年12月29日（月曜日） 12:00 - 14:50

## 視聴率
※すべて関東地区・ビデオリサーチ調べ
- 第1回 10.5%
- 第2回 12.7%
- 第3回 13.1%
- 第4回 10.6%
- 第5回 9.8%